# 胡與可
胡與可（？—？），平江（今江蘇省蘇州）人，號惠齋居士，南宋詞人，一說為尚書胡元功的女兒，一說為胡晉臣的女兒，黃由之妻，時人將她與李清照相提並論。

## 生平
胡與可擅長工詞，精通琴、弈、書、畫，她曾因看到桌上有積灰塵，以此戲畫一枝梅花並題上一首百字令（几上凝塵戲畫梅一枝）。黃由入蜀時，胡與可亦跟隨，路過雪堂（蘇軾被貶官到黃州時，建的起居室），胡與可書蘇軾赤壁賦於壁間，後來詞人劉過經過看到後，題上沁園春一詞。

## 軼事
趙師睪擔任臨安知府時，立放生池碑於西湖上，趙師睪請高文虎為之作記（《放生池記》），結果高文虎誤書「鳥獸魚鱉，咸若商歷以興」，這本是夏朝時的典故，與商朝無關，胡與可誦讀時，便知道其謬誤，此事後來被許多太學生所譏笑。由於這件事最早是被胡與可指出謬誤，趙師睪便懷恨在心，胡與可去世後，發生她生前的婢女偷竊逃走的案件，婢女被捕後，遭趙師睪拷問，婢女說所謂偷的物品是原胡與可給的，又說胡與可平時與善下棋的鄭日新私通，鄭日新因此被逮捕處黥刑。不久，黃由因帷薄不修的罪刑被貶，遠離朝廷。

## 評價
- 《圖繪寶鑒》：「胡夫人畫梅竹小景，俱不凡。」
- 劉過：「白玉堂深，黃金印大，無此文君載後車。揮毫處，看淋漓雪壁，真草行書。」《龍洲詞》

## 外部連結
- 中國哲學書電子化計劃·齊東野語